# Crinum subcernuum
Crinum subcernuum är en amaryllisväxtart som beskrevs av John Gilbert Baker. Crinum subcernuum ingår i släktet Crinum, och familjen amaryllisväxter. Inga underarter finns listade i Catalogue of Life.